# Isabella García-Manzo
Isabella García-Manzo Gutiérrez (San Salvador, 10 de diciembre de 2002) es una modelo salvadoreña y ganadora de Miss El Salvador 2023.

## Biografía
Isabella García-Manzo nació en San Salvador, el 10 de diciembre de 2002. Es hija del empresario guatemalteco Andrés García-Manzo y de una exreina de belleza y empresaria salvadoreña salvadoreña, Natalia Gutiérrez.
En 2021, García-Manzo inició estudios de gestión hotelera en Les Roches Marbella en España, un campus de satélite de la universidad suiza Les Roches International School of Hotel Management ubicada en Marbella.
La madre de Isabella, Nathalia Gutiérrez Munguía, también fue reina de belleza, representando a El Salvador en el certamen Miss Internacional en 1994. realizado en el país de Japón.
Isabella lidera una fundación llamada "En el surf todos somos iguales", que tiene como objetivo promover el surf como herramienta de inclusión en comunidades afectadas por la violencia, en situación de vulnerabilidad y brindar oportunidades a personas con diversidad funcional y discapacidad.

## Trayectoria

### Miss El Salvador 2023
García-Manzo representó a San Salvador en el certamen Miss El Salvador 2023, que se realizó el 30 de julio de 2023, en dicho evento compitió con otras 13 candidatas. Al final de la velada fue coronada por Miss El Salvador 2022, Alejandra Guajardo, como Miss El Salvador 2023.

### Miss Universo 2023
Representó a El Salvador en la 72.ª edición de Miss Universo realizada en el Gimnasio Nacional José Adolfo Pineda ubicado en San Salvador, el 18 de noviembre de 2023.
En el show de trajes nacionales, García-Manzo se impuso con un traje de fantasía que representaba la erupción de un volcán y simbolizaba el "renacimiento de El Salvador". La pieza fue diseñada por la rusa Marina Toybina.
Durante el evento, García-Manzo logró colocarse entre las 20 semifinalistas. Luego de las evaluaciones del jurado en traje de gala y traje de baño, la salvadoreña avanzó al top 10 del concurso.
Aunque no logró avanzar a la ronda final de cinco candidatas, la participación de García-Manzo fue celebrada en su país como un resultado histórico, al ser la quinta ocasión en que una representante de El Salvador alcanza el Top 10 de Miss Universo, anteriormente lo habían logrado Maribel Arrieta en 1955, Carmen Figueroa en 1975, Eleonora Carrillo en 1995 y Milena Mayorga en 1996.
| Predecesor: Alejandra Guajardo | Miss Universo El Salvador 2023 | Sucesor: Florence García |
| Predecesor: Alejandra Guajardo | Miss El Salvador 2023          | Sucesor: Florence García |
| Predecesor: Andrea Aguilar     | Miss San Salvador 2023         | Sucesor: Débora Guadrón  |